# Ryan Blais
Ryan Blais (ur. 21 marca 1979 r.) – kanadyjski narciarz, specjalista narciarstwa dowolnego. Zajął 15. miejsce w skokach akrobatycznych na mistrzostwach świata w Inawashiro. Nie startował na igrzyskach olimpijskich. Najlepsze wyniki w Pucharze Świata osiągnął w sezonie 2005/2006, kiedy to zajął 14. miejsce w klasyfikacji generalnej, a w klasyfikacji skoków akrobatycznych był czwarty.

## Sukcesy

### Mistrzostwa Świata
| Miejsce | Dzień   | Rok  | Miejscowość | Konkurencja        | Zwycięzca     |
| ------- | ------- | ---- | ----------- | ------------------ | ------------- |
| 15.     | 4 marca | 2009 | Inawashiro  | Skoki akrobatyczne | Ryan St. Onge |

#### Miejsca w klasyfikacji generalnej
- 1999/2000 – 59.
- 2000/2001 – 49.
- 2001/2002 – 57.
- 2002/2003 – -
- 2003/2004 – 44.
- 2004/2005 – 163.
- 2005/2006 – 14.
- 2006/2007 – 49.
- 2008/2009 – 26.
- 2009/2010 – 33.

#### Miejsca na podium
1. Mont Tremblant – 12 stycznia 2003 (Skoki akrobatyczne) – 3. miejsce
2. Lake Placid – 19 stycznia 2003 (Skoki akrobatyczne) – 1. miejsce
3. Lake Placid – 18 stycznia 2004 (Skoki akrobatyczne) – 3. miejsce
4. Fernie – 25 stycznia 2004 (Skoki akrobatyczne) – 3. miejsce
5. Lake Placid – 21 stycznia 2006 (Skoki akrobatyczne) – 1. miejsce
6. Apex – 19 marca 2006 (Skoki akrobatyczne) – 2. miejsce
7. Mont Gabriel – 7 stycznia 2007 (Skoki akrobatyczne) – 2. miejsce
8. Lake Placid – 22 stycznia 2010 (Skoki akrobatyczne) – 3. miejsce

- W sumie 2 zwycięstwa, 2 drugie i 4 trzecie miejsca.